# Spodumen
Spodumen je piroksen mineral koji se sastoji od litijum aluminijum inosilikata, LiAl(SiO3)2, i komercijalno je važan izvor litijuma. Javlja se kao bezbojni do žućkasti, ljubičasti ili lila kunzit (vidi dole), žućkastozeleni ili smaragdnozeleni hidenit, prizmatični kristali, često velike veličine. Pojedinačni kristali veličine 14,3 m (47 ft) su iskopani sa Blek Hilsa u Južnoj Dakoti, Sjedinjene Države.
Prirodni niskotemperaturni oblik α-spodumen je u monoklinskom sistemu, a visokotemperaturni β-spodumen kristališe u tetragonalnom sistemu. α-spodumen se pretvara u β-spodumen na temperaturama iznad 900 °C. Kristali su obično jako isprugani paralelno sa glavnom osom. Kristalna lica su često urezana i udubljena trouglastim oznakama.

## Otkriće i zastupljenost
Spodumen je prvi put opisan 1800. godine za nalaze u tipskom lokalitetu u Utou, Sodermanland, Švedska. Otkrio ga je brazilski prirodnjak Hoze Bonifacio de Andrada e Silva. Ime je izvedeno od grčkog spodumenos (σποδούμενος), što znači „sagoreo u pepeo“, zbog neprozirnog pepeljasto sivog izgleda materijala prečišćenog za upotrebu u industriji.
Spodumen se javlja u granitnim pegmatitima i aplitima bogatim litijumom. Povezani minerali uključuju: kvarc, albit, petalit, eukriptit, lepidolit i beril.
Prozirni materijal se dugo koristio kao dragi kamen sa varijantama kunzita i hidenita koji su poznati po svom snažnom pleohroizmu. Lokacije izvora uključuju Demokratsku Republiku Kongo, Avganistan, Australiju, Brazil, Madagaskar (vidi rudarenje), Pakistan, Kvebek u Kanadi i Severnu Karolinu i Kaliforniju u SAD.
Od 2018. godine poznato je da Demokratska Republika Kongo (DRK) ima najveće ležište litijuma u vidu spodumenskih tvrdih stena na svetu, a rudarski radovi se odvijaju na centralnoj teritoriji DRC u Manonu, provincija Tanganjika. Od 2021. godine, australijska kompanija AVZ Minerali razvija projekat Manono litijum and kalaj, i ima veličinu resursa od 400 miliona tona visokokvalitetne rude niskih nečistoća sa 1,65% litijum oksida (Li2O). Prelimenarna bušenja se vrše i u Roš Duru, jednom od nekoliko pegmatitnih ležišta.

## Ekonomski značaj
Spodumen je važan izvor litijuma, za upotrebu u keramici, mobilnim telefonima i baterijama (uključujući i za automobilske aplikacije), medicini, pajroceramu i kao sredstvo za fluksiranje. Od 2019. godine, oko polovine litijuma se ekstrahuje iz mineralnih ruda, koje se uglavnom sastoje od spodumena. Litijum se dobija iz spodumena rastvaranjem u kiselini ili ekstrakcijom sa drugim reagensima, nakon prženja da bi se pretvorio u reaktivniji β-spodumen. Prednost spodumena kao izvora litijuma u poređenju sa izvorima iz slane vode je veća koncentracija litijuma, ali uz veće troškove ekstrakcije.
U 2016. godini predviđalo se da će cena biti 500–600 dolara po toni u godinama koje dolaze. Međutim, cena je u januaru 2018. porasla iznad 800 dolara, a proizvodnja je porasla više od potrošnje, smanjujući cenu na 400 dolara u septembru 2020. godine.
Svetska proizvodnja litijuma iz spodumena bila je oko 80.000 metričkih tona godišnje u 2018, prvenstveno iz grinbuškog pegmatita iz Zapadne Australije i iz nekih kineskih i čileanskih izvora. Rudnik Talison minerali u Grinbušu, Zapadna Australija (koji uključuje Tijanki litijum, Albemarl korporaciju i Globalne napredne metale), smatra se da je drugi po veličini na svetu i da ima najviši nivo rude od 2,4% Li2O (cifre iz 2012).
Australija je 2020. godine proširila eksploataciju spodumena, čime je postala vodeća zemlja po proizvodnji litijuma u svetu.
Ekstrakcija litijuma iz spodumena je izazovna zbog čvrstog vezivanja litijuma u kristalnoj strukturi. Metode obrade se oslanjaju na pečenje na visokoj temperaturi sa različitim reagensima. Na temperaturama većim od 800 °C (1.470 °F), spodumen se pretvara iz alfa strukture u otvoreniju beta strukturu iz koje se litijum lakše ekstrahuje reagensima. Pogodni reagensi za ekstrakciju uključuju sulfate alkalnih metala, kao što je natrijum sulfat; natrijum karbonat; hlor; ili fluorovodonična kiselina.
Važan ekonomski koncentrat spodumena, poznat kao koncentrat spodumena 6 ili SC6, je litijumska ruda visoke čistoće sa približno 6 procenata sadržaja litijuma koja se proizvodi kao sirovina za naknadnu proizvodnju litijum-jonskih baterija za električna vozila.

## Literatura
- Kunz, George Frederick (1892). Gems and Precious Stones of North America. New York: The Scientific Publishing Company..
- Palache, C., Davidson, S. C., and Goranson, E. A (1930). „The Hiddenite deposit in Alexander County, N. Carolina”. American Mineralogist. 15 (8): 280.
- Webster, R (2000). Gems: Their Sources, Descriptions and Identification (5th изд.)., pp. 186–190. Great Britain: Butterworth-Heinemann.
- The key players in Quebec lithium Архивирано 2013-01-30 на сајту . „Daily News”. The Northern Miner. 11. 8. 2010.

## Spoljašnje veze
- Текстови на Викизворнику:
  - „Kunzite”.  (на језику: енглески) (11 изд.). 1911.
  - Rudler, Frederick William (1911). „Spodumene”.  (на језику: енглески) (11 изд.).
  - „Spodumene”. New International Encyclopedia. 1905.